# Triastaria grouvellei
Triastaria grouvellei là một loài bọ cánh cứng trong họ Bostrichidae. Loài này được Reitter miêu tả khoa học năm 1878.